# 08/21/1996
『08/21/1996』は、1996年8月21日にリリースされた坂本龍一のシングル。

## 背景
アルバム『1996』（1996年）から「1919」、レコーディングの際に収録されなかった未発表テイク3曲を収録し、当時行われていたワールドツアーの日本公演にあわせてリリースされた。
ピアノ、ヴァイオリン、チェロによるトリオ編成で、演奏はピアノが坂本、チェロは全曲ジャック・モレレンバウムが担当した。ヴァイオリンは2曲をエヴァートン・ネルソン(Everton Nelson)が演奏している。

## 制作

### 1919
- MITSUBISHI携帯電話デジタル・ディーガ/カラー・ディスプレイモニターTV CF SONG
- アルバム『1996』に収録されているものと同一テイク。
- バックに流れる音声はレーニンによるスピーチ。曲のタイトルはこのスピーチが1919年に行われたものだったことから付けられた。

### Sweet Revenge
アルバム『スウィート・リヴェンジ』収録。ヴァイオリンはDavid Nadien。

### Self Portrait
アルバム『音楽図鑑』収録。ヴァイオリンはBarry Finclair。

### 真夏の夜の穴
アルバム『スムーチー』収録。オリジナルのトランペット部分がピアノに置き換えられてアレンジされている。

## 収録曲
| 全作曲: 坂本龍一。 |                   |       |            |      |
| #                  | タイトル          | 作詞  | 作曲・編曲 | 時間 |
| 1.                 | 「1919」          |       | 坂本龍一   | 6:26 |
| 2.                 | 「Sweet Revenge」 |       | 坂本龍一   | 5:08 |
| 3.                 | 「Self Portrait」 |       | 坂本龍一   | 4:58 |
| 4.                 | 「真夏の夜の穴」  |       | 坂本龍一   | 2:51 |
| 合計時間:          | 合計時間:         | 19:23 |            |      |

## クレジット
1. 1919    Music by Ryuichi Sakamoto / Published by Kab Inc. / Violin : Everton Nelson, Cello : Jaques Morelenbaum, Piano : Ryuichi Sakamoto     2. Sweet Revenge    Music by Ryuichi Sakamoto / Published by Kab Inc. / Violin : David Nadien, Cello : Jaques Morelenbaum, Piano : Ryuichi Sakamoto     3. Self Portrait    Music by Ryuichi Sakamoto / Published by Kab Inc. / Violin : Barry Finclair, Cello : Jaques Morelenbaum, Piano : Ryuichi Sakamoto     4. Manatsu no yo no ana    Music by Ryuichi Sakamoto / Published by Kab Inc. / Violin : Everton Nelson, Cello : Jaques Morelenbaum, Piano : Ryuichi Sakamoto    Produced by Ryuichi Sakamoto    Creative Direction by Norika Sky-Sora    Mixed by Fernando Aponte & Ryuichi Sakamoto at Right Track Studios / New York, 1996    Recorded by Fernando Aponte at Right Track Studios / New York, 1996    Mastered by Ted Jensen at Sterling Sound / New York, 1996    Art Direction & Design: Hideki Nakajima    Design: Yoshinori Ochiai for Nakajima Design